# Macrofamilia áustrica
La macrofamilia áustrica consiste en una agrupación de varias familias de lenguas del sudeste asiático. Esta hipótesis de que en última instancia todas esas lenguas están emparentadas entre sí es controvertida. No todos los autores defienden los mismos parentescos, las propuestas van desde la postulación de un parentesco entre el austronesio y el austroasiático, hasta hipótesis más amplias (aun con la exclusión del austroasiático) como la propuesta originalmente de la macrofamilia austro-tai del antropólogo y lingüista estadounidense Paul K. Benedict.: p.298  O la propuesta de hipótesis sino-austronesia de Sagart (2004).

## Lenguas del grupo
Los diversos autores que apoyan la hipótesis áustrica difieren en algunos detalles. El núcleo de dicha hipótesis lo constituye la subhipótesis de que las lenguas austronesias y las lenguas austroasiáticas están relacionadas. Diffloth (1994) y Reid (1994,1999) muestran algunas pocas evidencias de raíces compartidas entre estas dos familias de lenguas, compatibles con la hipótesis áustrica. 

## Clasificación interna

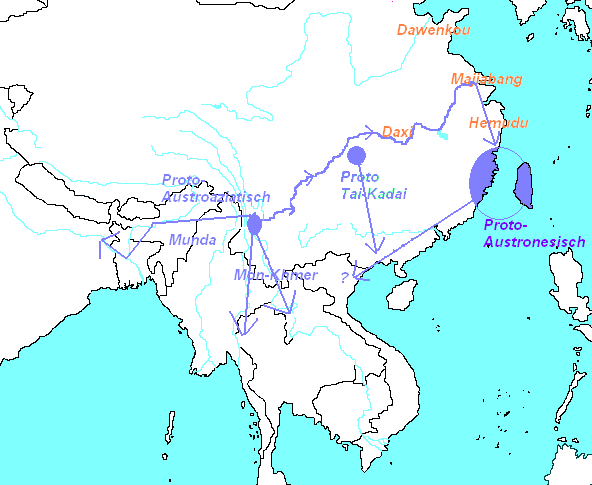
Probable ruta de expansión de las lenguas áustricas.

De acuerdo con Starostin 2005, las lenguas áustricas se relacionan del siguiente modo:
|  | Austroasiático |
|  |                |
|  | Miao-yao       |
|  |                |

|  | Austronesio       |
|  |                   |
|  | Daico (Tai-kadai) |
|  |                   |

|  | Austroasiático |
|  |                |
|  | Miao-yao       |
|  |                |

|  | Austronesio       |
|  |                   |
|  | Daico (Tai-kadai) |
|  |                   |

|  | Austroasiático |
|  |                |
|  | Miao-yao       |
|  |                |

|  | Austronesio       |
|  |                   |
|  | Daico (Tai-kadai) |
|  |                   |

|  | Austroasiático |
|  |                |
|  | Miao-yao       |
|  |                |

|  | Austronesio       |
|  |                   |
|  | Daico (Tai-kadai) |
|  |                   |

Según este estudio las lenguas áustricas tendrían una relación distante con las lenguas dené-caucásicas, agrupandóse en una macrofamilia denominada "Dené-daic".
Este postulado es similar al de Merritt Ruhlen y Murray Gell Mann. De acuerdo con ellos, las lenguas áustricas se caracterizan por tener una tipología lingüística que a diferencia de otras macrofamilias, poseería ancestralmente un orden SVO (sujeto-verbo-objeto), aunque posteriormente lenguas como las austronesias habrían cambiado su tipología.
De acuerdo con la propuesta de Benedict (1991), se incluiría también a las lenguas japónicas:

|                 | lenguas tai-kadai                                                          |
|                 |                                                                            |
| Austro‑japónico | \| \| lenguas japónicas \| \| \| \| \| \| lenguas austronesias \| \| \| \| |
|                 | \| \| lenguas japónicas \| \| \| \| \| \| lenguas austronesias \| \| \| \| |
|                 | lenguas japónicas                                                          |
|                 |                                                                            |
|                 | lenguas austronesias                                                       |
|                 |                                                                            |

|  | lenguas japónicas    |
|  |                      |
|  | lenguas austronesias |
|  |                      |

|                 | lenguas tai-kadai                                                          |
|                 |                                                                            |
| Austro‑japónico | \| \| lenguas japónicas \| \| \| \| \| \| lenguas austronesias \| \| \| \| |
|                 | \| \| lenguas japónicas \| \| \| \| \| \| lenguas austronesias \| \| \| \| |
|                 | lenguas japónicas                                                          |
|                 |                                                                            |
|                 | lenguas austronesias                                                       |
|                 |                                                                            |

|  | lenguas japónicas    |
|  |                      |
|  | lenguas austronesias |
|  |                      |

### Macrofamilia sino-áustrica
Otros autores incluso han llegado a hipotetizar una macrofamilia sino-áustrica (proto-asiático oriental) que incluya tanto las lenguas áustricas anteriores como las lenguas sino-tibetanas. Por ejemplo Starosta (2005) propone las siguientes relaciones:

|         | Sino-tibetano                                                |
|         |                                                              |
| Yangtsé | \| \| Miao-yao \| \| \| \| \| \| Austro-asiático \| \| \| \| |
|         | \| \| Miao-yao \| \| \| \| \| \| Austro-asiático \| \| \| \| |
|         | Miao-yao                                                     |
|         |                                                              |
|         | Austro-asiático                                              |
|         |                                                              |

|  | Miao-yao        |
|  |                 |
|  | Austro-asiático |
|  |                 |

|  | Formosano                                                      |
|  |                                                                |
|  | \| \| Tai-kadai \| \| \| \| \| \| Malayo-polinesio \| \| \| \| |
|  |                                                                |
|  | Tai-kadai                                                      |
|  |                                                                |
|  | Malayo-polinesio                                               |
|  |                                                                |

|  | Tai-kadai        |
|  |                  |
|  | Malayo-polinesio |
|  |                  |

|         | Sino-tibetano                                                |
|         |                                                              |
| Yangtsé | \| \| Miao-yao \| \| \| \| \| \| Austro-asiático \| \| \| \| |
|         | \| \| Miao-yao \| \| \| \| \| \| Austro-asiático \| \| \| \| |
|         | Miao-yao                                                     |
|         |                                                              |
|         | Austro-asiático                                              |
|         |                                                              |

|  | Miao-yao        |
|  |                 |
|  | Austro-asiático |
|  |                 |

|  | Formosano                                                      |
|  |                                                                |
|  | \| \| Tai-kadai \| \| \| \| \| \| Malayo-polinesio \| \| \| \| |
|  |                                                                |
|  | Tai-kadai                                                      |
|  |                                                                |
|  | Malayo-polinesio                                               |
|  |                                                                |

|  | Tai-kadai        |
|  |                  |
|  | Malayo-polinesio |
|  |                  |

## Comparación léxica
Los numerales reconstruidos para diferentes protolenguas incluidas en diferentes versiones de la hipótesis austroasiática son:
| GLOSA | PROTO- SINO- TIBETANO | Yangtsé            | Yangtsé                 | Austro-kadai | Austro-kadai         | Altaico       | Altaico         |
| GLOSA | PROTO- SINO- TIBETANO | PROTO- HMONG- MIEN | PROTO- AUSTRO- ASIÁTICO | PROTO- KRA   | PROTO- AUSTRO- NESIO | PROTO- AINU   | PROTO- JAPÓNICO |
| ----- | --------------------- | ------------------ | ----------------------- | ------------ | -------------------- | ------------- | --------------- |
| 1     | *g-tjig               | *ʔɨ                | *mwəi                   | *tʂəmC       | *isa                 | *sine         | *piːto-tu       |
| 2     | *g-nis                | *ʔwi               | *ɓaːr                   | *saA         | *duśa                | *tu-p         | *putaː-tu       |
| 3     | *g-sum                | *pjɔu              | *pai                    | *tuA         | *teɭu                | *re-p         | *miː-tu         |
| 4     | *b-lij                | *p-lej             | *puən                   | *pəA         | *śepat               | *poqon        | *ju-tu          |
| 5     | *b-ŋa *l-ŋa           | *p-rja             | *cɔːŋ                   | *r-maːA      | *lima                | *asikne-p     | *itu-tu         |
| 6     | *d-ruk *k-ruk         | *k-ruk             | *drawʔ                  | *h-nəmA      | *enem                | *arwan-pe     | *mu-tu          |
| 7     | *s-nis                | *ʣjuŋ-             | *t-puəl                 | *t-ruA       | *pitu                | *tupesan-pe   | *nana-tu        |
| 8     | *b-r-gjat             | *jat               | *t-haːm                 | *m-ruA       | *walu                | *iwan-pe      | *jaː-tu         |
| 9     | *d-kəw                | *N-ɟuə *(t-)kʰju   | *-cim                   | *s-ɣwaB      | *śiwa                | *sinepesan-pe | *kokono-tu      |
| 10    | *tsij                 | *gjwəp             | *jət                    | *pwlotD      | *sa-puluq            | *wan-pe       | *towo           |
Existen algunas coincidencias entre el sino-tibetano y el hmong-mienh y algunas similariades entre el austronesio y el kadai.